# Sídliště Chanov
Sídliště Chanov (známé též pod názvem Chánov) je sídelní útvar (základní sídelní jednotka) v katastru statutárního města Mostu v Ústeckém kraji. Sídliště se nachází asi dva kilometry od Mostu na návrší západně nad osadou Chanov, která je místní částí obce Obrnice. Dlouho bylo nejznámějším romským ghettem v České republice.

## Historie
V roce 1971 vznikla myšlenka na vytvoření oddělené části města určené pro "problematické" romské i neromské obyvatelstvo ze starého Mostu, které nebyl zájem ubytovat v nově vytvořeném městě. Kolem roku 1975 se již pracovalo s modelem Chanova jako čistě romského sídla bez rozlišení situace konkrétních rodin. Sídlo bylo naplánováno v poloze oddělené od zbytku města rychlostní komunikací a koridorem inženýrských zařízení. Od zbytku krajiny byla pak lokalita vydělena v té době silně znečištěnou řekou Bílinou. Okolí budov, dispozice bytů i vybavení bylo navrženo s ohledem na dobové představy o specifických potřebách Romů. Sestěhovávání obyvatel do Chanova začalo v roce 1977.
V roce 1978 vznikl nový městský obvod Most 15 Rudolice, kde postupně vyrostla základní škola a 13 obytných bloků se zhruba 400 byty. Sem pak byli postupně přestěhováni Romové ze Starého Mostu, který padl za oběť těžbě hnědého uhlí. Pro nové sídliště se vžilo pojmenování sídliště Chanov či chanovské sídliště podle vsi nacházející se nedaleko pod sídlištěm.
Od roku 1993 zhruba do roku 2009 se sídliště stávalo terčem násilných výprav neonacistů.

## Vývoj po roce 2010
Sídliště v souladu se svým původním určením dále funguje jako romské ghetto.
Počet obyvatel na sídlišti se kolem roku 2016 postupně snižoval. K roku 2019 zde ve 197 bytech žilo 1100 registrovaných obyvatel. V roce 2021 se pak uvádělo, že na sídlišti reálně žije zhruba 700 obyvatel. Všechny byty v lokalitě k roku 2019 vlastnilo město Most.

### Technický stav domů
Obyvatelé sídliště několik domů postupně zcela zničili a zůstaly z nich pouze neobyvatelné skelety.
Problémem je kombinace systému společného odběru vody a špatného stavu rozvodů - dochází k nákladným únikům vody.
Ve většině objektů v místě je zavedena teplá voda pouze k vytápění objektů, k přímému užití je nutno ji ohřívat. Vlastním bojlerem disponují byty pouze v jednom z objektů. Do lokality není zaveden plyn.
Čtyři z objektů byly postupně svépomocně rekonstruovány do vyššího standardu. 

#### Demolice objektů
Prvním zdemolovaným domem kvůli totální devastaci se v roce 2002 stal dům č. 9.
V roce 2012 byly tři domy kompletně rekonstruovány. Jednalo se o domy č. 2, 11 a 13 Součástí výběrového řízení byla podmínka využití části pracovníků přímo ze sídliště, která byla dodržena. Částečně byly rekonstruovány také vnitřní prostory domu č.8.
V říjnu 2013 byl zbourán zdevastovaný dům číslo 12. V listopadu 2016, po několika letech, kdy byly domy neobývané a podle mostecké radnice byly nebezpečné, byla zahájena demolice dalších dvou domů – třípatrového a sedmipatrového (Bloky č. 1 a 7). Náklady cca 3 miliony korun měly být z 80 % pokryty formou dotací od ministerstva pro místní rozvoj. V roce 2020 došlo k demolici bloku číslo 3. V roce 2021 pak byla zahájena příprava demolice bloku 6 číslo, k níž následně došlo v září 2022.
Do budoucna se taktéž uvažuje o demolici bloku č. 10, které taktéž v dezolátím stavu.

### Plány na novou výstavbu
V roce 2019 přišla radnice pod vedením primátora Jana Paparegy s plánem na stržení prázdného domu číslo 3 a následně přestěhování obyvatel dalších domů do plánovaných modulárních kontejnerových objektů obdobných jako jsou tzv. čunkodomky, do kterých byli za starosty Jiřího Čunka na Vsetíně přestěhování lidé původně obývající demolovaný objekt v centru města. Nově navržený objekt, na jehož výstavbu město vyčlenilo nejprve 20 a následně 25 milionů korun, měl mít podle plánů z roku 2020 tři nadzemní podlaží, obsahovat 18 bytů a být umístěn na jihovýchodním okraji sídliště. Opoziční zastupitelé i zástupci obyvatel Chanova z místní komunitní pracovní skupiny s návrhem nesouhlasili a navrhli raději svépomocnou úpravu bloků 6 a 10 podle již existujících projektů po vzoru dvou již dříve rekonstruovaných objektů. V roce 2020 město pokračovalo v přípravě záměru i přes petice ze strany místních a protestní ukončení spolupráce s městem ze strany Agentury pro sociální začleňování. Blok číslo 3 byl pak zbourán v průběhu září 2020. V polovině března 2021 bylo vypsáno výběrové řízení na stavbu kontejnerového domu, přičemž zahájení prací se předpokládalo v květnu 2021. Představení projektu veřejnosti před vypsáním zakázky neproběhlo vzhledem k probíhající pandemii covidu-19. Prostorové uspořádání objektu zůstalo stejné jako ve starších plánech, soutěžená cena nakonec dosáhla 30 milionů Kč bez DPH. Město nakonec nedosáhlo na dotaci, z níž chtělo stavbu zčásti financovat. Na konci května 2021 došlo ke zrušení veřejné zakázky, což vedení města zdůvodnilo příliš vysokou cenou nabídek. Nejnižší nabídka pracovala s částkou 34 milionů korun. Město tak začalo opět uvažovat spíše o možnosti rekonstrukce některých bytů či stěhování některých rodin z poškozených domů.

## Vybavenost a infrastruktura
Od roku 2001 zde vykonává činnost občanské sdružení Komunitní centrum Chánov. V Chanově je další občanské sdružení Dživas a obecně prospěšná společnost Dům romské kultury.
Do roku 2000 zde fungovala služebna městské policie.

### Doprava
Sídliště dlouho nemělo bezpečné připojení pro chodce a cyklisty na zbytek města. V roce 2015 pak došlo k vybudování chodníku podél ulice Chanovská spojujícího sídliště se zbytkem města. Lokalita je k dalším částem Mostu připojena prostřednictvím autobusové linky č. 10, která má na nedaleké ulici Chanovská zastávku „Most, Chanov, čisticí stanice“.

### Školská zařízení
V minulosti zde fungovala mateřská škola, k roku 2019 ale již nebyla v provozu a do MŠ bylo nutné docházet do dalších částí města. Působí zde základní škola (dříve 5. ZŠ), jejímž zřizovatelem je město Most. K roku 2019 do ní docházelo 176 žáků, všichni romského etnika. K roku 2022 do ní docházelo 151 žáků. Od roku 2014 zde působí pobočka Střední školy technické v Mostě-Velebudicích, která nabízí učební obory skladník a zahradník.

### Fotbalový klub
FK Chanov AVR vznikl z iniciativy místního sdružení Aver Roma kolem roku 2010. V roce 2013 proběhla také rekonstrukce místního fotbalového hřiště, které využívala základní škola a současně i FK Chanov. Správa hřiště byla svěřena Domu romské kultury. Předsedou klubu byl k roku 2013 Peter Bažo. Pravidelné fungování klubu ale skončilo kolem roku 2017, když se v regionu rozpadly místní kluby, proti nimž FK Chanov pravidelně hrál. Nadále ale probíhaly nahodilé zápasy, ale bez soustavné přípravy hráčů.

## Filmová ztvárnění
V roce 2011 vznikl krátkometrážní dokumentární snímek Chanov - „Sídliště hrůzy“ režisérky Karolíny Vrbasové.
Sídliště hrálo podstatnou roli v seriálu České televize Most! z roku 2019.
V roce 2021 byl v Chánově natočený film Bastardi 4: Reparát, který režíroval Tomáš Magnusek.

## Seznam ulic
- Kamenná
- Kovářská
- Zlatnická
- Železná